# العلاقات الغينية الكوستاريكية
العلاقات الغينية الكوستاريكية هي العلاقات الثنائية التي تجمع بين غينيا وكوستاريكا.

## مقارنة بين البلدين
هذه مقارنة عامة ومرجعية للدولتين:
| وجه المقارنة                                              | غينيا       | كوستاريكا                                 |
| --------------------------------------------------------- | ----------- | ----------------------------------------- |
| المساحة (كم2)                                             | 245.86 ألف  | 51.10 ألف                                 |
| عدد السكان (نسمة)                                         | 12.72 مليون | 4.91 مليون                                |
| الكثافة السكانية (ن./كم²)                                 | 51.74       | 96.09                                     |
| العاصمة                                                   | كوناكري     | سان خوسيه                                 |
| اللغة الرسمية                                             | لغة فرنسية  | اللغة الإسبانية                           |
| العملة                                                    | فرنك غيني   | كولون كوستاريكي                           |
| الناتج المحلي الإجمالي (بليون دولار)                      | 10.50 مليار | 57.06 مليار                               |
| الناتج المحلي الإجمالي (تعادل القوة الشرائية) بليون دولار | 15.24 مليار | 74.98 مليار                               |
| الناتج المحلي الإجمالي الاسمي للفرد دولار أمريكي          | 531         | 11.26 ألف                                 |
| الناتج المحلي الإجمالي للفرد دولار أمريكي                 | 1.22 ألف    | 14.92 ألف                                 |
| مؤشر التنمية البشرية                                      | 0.411       | 0.766                                     |
| رمز المكالمات الدولي                                      | +224        | +506                                      |
| رمز الإنترنت                                              | .gn         | .cr، قائمة نطاقات المستوى الأعلى للإنترنت |
| المنطقة الزمنية                                           | 00          | 00                                        |

## منظمات دولية مشتركة
يشترك البلدان في عضوية مجموعة من المنظمات الدولية، منها:
| علم المنظمة | اسم المنظمة                               | تاريخ انضمام غينيا | تاريخ انضمام كوستاريكا |
| ----------- | ----------------------------------------- | ------------------ | ---------------------- |
|             | الاتحاد البريدي العالمي                   | ?                  | ?                      |
|             | يونسكو                                    | 2 فبراير 1960      | 19 مايو 1950           |
|             | البنك الدولي للإنشاء والتعمير             | 28 سبتمبر 1963     | 8 يناير 1946           |
|             | منظمة التجارة العالمية                    | 25 أكتوبر 1995     | ?                      |
|             | وكالة ضمان الاستثمار متعدد الأطراف        | 5 أكتوبر 1995      | 8 فبراير 1994          |
|             | منظمة الشرطة الجنائية الدولية             | ?                  | ?                      |
|             | مؤسسة التمويل الدولية                     | 22 أكتوبر 1982     | 20 يوليو 1956          |
|             | الأمم المتحدة                             | 12 ديسمبر 1958     | 2 نوفمبر 1945          |
|             | مؤسسة التنمية الدولية                     | 26 سبتمبر 1969     | 30 يونيو 1961          |
|             | الفريق المعني برصد الأرض                  | ?                  | ?                      |
|             | منظمة حظر الأسلحة الكيميائية              | ?                  | ?                      |
|             | المركز الدولي لتسوية المنازعات الاستشارية | 4 ديسمبر 1968      | 27 مايو 1993           |

## وصلات خارجية
- موقع وزارة الخارجية الكوستاريكية